# Order Oranje-Nassau
Order Oranje-Nassau (niderl. De Orde van Oranje-Nassau) – odznaczenie państwowe Królestwa Niderlandów nadawane od 1892 za wybitne zasługi cywilne i wojskowe.

## Historia
Po śmierci ostatniego męskiego potomka dynastii orańskiej Wilhelma III, króla Niderlandów i wielkiego księcia Luksemburga, tron Niderlandów przeszedł na jego nieletnią córkę Wilhelminę, w której imieniu rządy sprawowała matka, królowa-wdowa Emma. Unia personalna między Holandią a Luksemburgiem została rozwiązana, gdyż konstytucja Wielkiego Księstwa nie dopuszczała wówczas następstwa tronu kobiet, i monarchia niderlandzka  straciła prawo nadawania luksemburskiego Orderu Korony Dębowej. Jako substytut regentka Emma ustanowiła 4 kwietnia 1892 w imieniu córki order Oranje-Nassau.
Order może być nadawany i Holendrom i cudzoziemcom za szczególne zasługi wobec głowy państwa lub społeczeństwa.
10 października 1995 królowa Beatrycze Orańska podpisała zarządzenie z nowym regulaminem orderu i od 1996 dzieli się on na sześć klas:
- I klasa – Krzyż Wielki (Grootkruis),
- II klasa – Wielki Oficer (Grootofficier),
- III klasa – Komandor (Commandeur),
- IV klasa – Oficer (Officier),
- V klasa – Kawaler (Ridder),
- VI klasa – Członek (Lid)[2].

Do 1996, zamiast aktualnie nadawanej VI klasy, istniał dołączony do orderu i podzielony na trzy stopnie medal:
- Złoty Medal Honorowy (Eremedaille, in goud),
- Srebrny Medal Honorowy (Eremedaille in zilver),
- Brązowy Medal Honorowy (Eremedaille in brons),

Obecnie medale noszone są po VI klasie orderu.
W kolejności starszeństwa holenderskich odznaczeń Order Oranje-Nassau znajduje się na 7. miejscu i noszony jest po Orderze Lwa Niderlandzkiego, a przed Orderem Lwa Złotego.

## Insygnia
Insygnia orderu to oznaka I–VI klasy i gwiazdy I i II klasy. Oznaką jest emaliowany na niebiesko krzyż maltański z białą bordiurą. Medalion środkowy awersu ukazuje lwa z godła państwowego Niderlandów, otoczonego napisem Je maintiendrai (fr. :Utrzymam (prawa i swobody ludności Niderlandów). Na medalionie rewersu oznaki widnieje ukoronowany monogram „W” (królowej Wilhelminy) otoczony napisem w języku niderlandzkim God zij met ons (Niech Bóg będzie z nami). Krzyż orderowy nadawany za zasługi cywilne ma między swymi ramionami zielony wieniec laurowy, a krzyż dla wojskowych dwa skrzyżowane miecze. Wszystkie oznaki oprócz V I VI klasy (srebrnych) są złocone.
Gwiazda I klasy jest srebrna, ośmiopromienna i ukazuje w środku medalion awersu oznaki, gwiazda II klasy ma kształt rombu z takim samym medalionem. Przy dekoracjach wojskowych pod medalion podłożone są skrzyżowane złote miecze. Order nie posiada łańcucha. Zawieszką jest złota lub srebrna korona królewska. Order noszony jest na pomarańczowej wstążce z obustronnymi niebiesko-białymi bordiurami (barwy dynastii orańskiej).
| Baretki Orderu Oranje-Nassau     | Baretki Orderu Oranje-Nassau         | Baretki Orderu Oranje-Nassau                        | Baretki Orderu Oranje-Nassau                            | Baretki Orderu Oranje-Nassau                           |
| -------------------------------- | ------------------------------------ | --------------------------------------------------- | ------------------------------------------------------- | ------------------------------------------------------ |
| I klasa Grootkruis Krzyż Wielki  | II klasa Grootofficier Wielki Oficer | III klasa Commandeur Komandor                       | IV klasa Officier Oficer                                | V klasa Ridder Kawaler (do 1994)                       |
| V klasa Ridder Kawaler (od 1994) | VI klasa Lid Członek (od 1994)       | Złoty Medal Honorowy Gouden Eremedaille (1892–1994) | Srebrny Medal Honorowy Zilveren Eremedaille (1892–1994) | Brązowy Medal Honorowy Bronzen Eremedaille (1892–1994) |